# 数霊
数霊（かずたま）とは、日本の神道においては、言霊と数霊とは表裏一体のものとされ、言霊から数霊へ、あるいは数霊から言霊への変換が可能であるという。